# Kompleks objekata Režije duhana u Imotskom
Kompleks objekata Režije duhana odnosno Dogane u Imotskom je skupina gospodarskih zgrada. Projektirao ih je njemačko-hrvatski arhitekt August Thara.

## Povijest
Gradnji je prethodio početak sadnje duhana u imotskom i vrgoračkom kraju. Sadnja je počela 1884. u Imotskom kotaru, a u 1885. godine u vrgoračkoj općini. I vrgorački duhan su saditelji dovozili na otkup u Imotski za 2 godine. Gradnja je počela 1888. godine. Te godine sagradena je prva polovica, započeta 12. lipnja; istočna s čatrnjom, poslije drugog skladišta duhana u Imotskom. Godine 1890. podignuta je druga polovica skladišta duhana, 1893. godine do "svrhe srpnja" 1894. upravna zgrada. Zakupnik je bio arhitekt August Thara. Upravitelj i poslovođa bio je iz Imotskog. Tu je bio i državni nadzornik. Istočna polovica poslije poslije prvog skladišta duhana podignuta je 1899. godine. Poduzetnik je bio iz Sinja. Četvrto skladište je sagrađeno od 1912. do ratne 1917. godine, zatim stražarnica regulacija terena i putevi okolo istoga, te zgrada kotarskog suda u Imotskom. Zakupnik svega ovoga bio je Eduard Žagar iz Splita. 
Kompleks objekata spadao je u pet najvećih kompleksâ režijâ duhana u Austro-Ugarskoj. Zadnji objekt u kompleksu koji je podignut je zgrada dnevne bolnice i menze za radnike, u kojoj je danas zgrada Zavičajnog muzeja u Imotskom, zaštićena kao kulturno dobro. Kad je prodaja duhana bila pojačana, menza je radila trosmjenski, a muškarci i žene objedovli su u odvojenim prostorijama, muškarci u lijevoj, a žene u središnjoj i desnoj, jer nisu smjeli objedovati skupa. Ako se je radnik razbolio, nije kao danas ostajao kući pa poslije poslodavcu donio liječničku potvrdu, nego je morao doći na posao i raditi 8 sati, boraviti u dnevnoj bolnici na promatranju i ako je medicinski tim odlučio da je radnik sposoban za rad, morao se je vratiti na posao.

## Opis
Građevinski sklop Režije duhana ili Dogane nalazi se u jugoistočnom dijelu Imotskog. Sastoji se od četiri zgrade za skladištenje duhana i pomoćnih objekata sagrađenih u razdoblju od oko 1887-1910. godine. Zgrade Režije duhana projektirane su s tlocrtom u obliku izduženog pravokutnika, građene od pravilnih klesanaca slaganih u redove, s uspravnim prozorima, u kamenim pragovima od fino obrađenog kamena, čiji su nadvoji naglašeni plitkim lukovima od opeke.<ref name="kulturnadobra">

## Zaštita
Pod oznakom Z-3688 zaveden je kao nepokretno kulturno dobro - pojedinačno, pravna statusa zaštićena kulturnog dobra, klasificirano kao "profana graditeljska baština".<ref name="kulturnadobra">